# Columnea repens
Columnea repens är en tvåhjärtbladig växtart som först beskrevs av William Jackson Hooker, och fick sitt nu gällande namn av Johannes von Hanstein. Columnea repens ingår i släktet Columnea och familjen Gesneriaceae. Inga underarter finns listade i Catalogue of Life.